# Guga Palavandishvili
Guga Palavandishvili (in georgiano გუგა ფალავანდიშვილი?; Tbilisi, 14 agosto 1993) è un calciatore georgiano, centrocampista del Samt'redia.

## Carriera

### Nazionale
Nel 2015 ha giocato una partita di qualificazione agli Europei del 2016.

## Statistiche

### Cronologia presenze e reti in nazionale
| Cronologia completa delle presenze e delle reti in nazionale ― Georgia | Cronologia completa delle presenze e delle reti in nazionale ― Georgia | Cronologia completa delle presenze e delle reti in nazionale ― Georgia | Cronologia completa delle presenze e delle reti in nazionale ― Georgia | Cronologia completa delle presenze e delle reti in nazionale ― Georgia | Cronologia completa delle presenze e delle reti in nazionale ― Georgia | Cronologia completa delle presenze e delle reti in nazionale ― Georgia | Cronologia completa delle presenze e delle reti in nazionale ― Georgia |
| Data                                                                   | Città                                                                  | In casa                                                                | Risultato                                                              | Ospiti                                                                 | Competizione                                                           | Reti                                                                   | Note                                                                   |
| ---------------------------------------------------------------------- | ---------------------------------------------------------------------- | ---------------------------------------------------------------------- | ---------------------------------------------------------------------- | ---------------------------------------------------------------------- | ---------------------------------------------------------------------- | ---------------------------------------------------------------------- | ---------------------------------------------------------------------- |
| 8-10-2015                                                              | Tbilisi                                                                | Georgia                                                                | 4 – 0                                                                  | Gibilterra                                                             | Qual. Euro 2016                                                        | -                                                                      | 57’                                                                    |
| Totale                                                                 |                                                                        | Presenze                                                               | 1                                                                      |                                                                        | Reti                                                                   | 0                                                                      |                                                                        |

## Palmarès

### Club

#### Competizioni nazionali
- Campionato georgiano: 2

Dila Gori: 2014-2015
T'orp'edo Kutaisi: 2017
- Coppa di Georgia: 1

T'orp'edo Kutaisi: 2016
- Supercoppa di Georgia: 1

Dinamo Batumi: 2022